# Sawagata Setsu
Sawagata Setsu (jap. 澤潟 節) war ein japanischer Fußballspieler.

## Nationalmannschaft
1923 debütierte Sawagata für die japanische Fußballnationalmannschaft. Sawagata bestritt zwei Länderspiele. Mit der japanischen Nationalmannschaft qualifizierte er sich für die Far Eastern Championship Games 1923.